# Jin Long
Jin Long (kinesiska 金龙), född 23 maj 1981, är en professionell snookerspelare från Kina. 
Jin Long började sin professionella karriär 2001 och andra året tog han sig in på proffstouren genom framgångar i de asiatiska mästerskapen. Han kunde sedan inte försvara sin plats på touren och åkte ut, men återkom genom att vinna de asiatiska mästerskapen 2005. Han presterade dåligt och halkade åter ur touren, men återkom en tredje gång efter att ha vunnit de asiatiska mästerskapen 2008, där han besegrade Aditya Mehta med 7-3 i finalen. 
Sin största framgång i proffstour-sammanhang hade han i Shanghai Masters 2010 där han som wildcard-spelare besegrade Robert Milkins och för första gången tog sig vidare till huvudspelet i en rankingturnering.